# Sherien Elagroudy
Sherien Elagroudy est une enseignante universitaire égyptienne  impliquée dans la recherche et l'ingénierie environnementale, et principalement dans le recyclage des déchets solides.

## Carrière
Sherien Elagroudy est diplômée de l'université Ryerson, à Toronto, où elle obtient un PhD en modélisant le fonctionnement des bioréacteurs dans des sites d'enfouissement de déchets, modélisation qu'elle met en œuvre sous forme de prototype dans un nouveau site du Caire, permettant l'arrêt des émissions de méthane et de la lixiviation des eaux usées dans l'approvisionnement en eau du Caire.
Elle est professeur associée en ingénierie environnementale à l'Université Ain Shams, au Caire, où elle a créé le Centre d'excellence de gestion des déchets solides. Ses travaux portent sur le traitement biochimique de ces déchets et sur leur recyclage sous forme d'énergie.
Elle est par ailleurs rédactrice pour Scientific African au sein des revues Environmental et GeoSciences.

## Distinctions
- Prix L'Oréal-Unesco pour les femmes et la science en 2013[3].
- Désignée Jeune scientifique (« Young Scientist ») lors du Forum économique mondial en 2013[2]
- lauréate du Next Einstein Forum en 2016[3]